# Caparrosa e Silvares
Caparrosa e Silvares (oficialmente: União das Freguesias de Caparrosa e Silvares) é uma freguesia portuguesa do município de Tondela, com 24,57 km² de área e 819 habitantes (censo de 2021). A sua densidade populacional é 33,3 hab./km².

## História
Foi criada aquando da reorganização administrativa de 2012/2013, resultando da agregação das antigas freguesias de Caparrosa e Silvares.

## Demografia
A população registada nos censos foi:
| Distribuição da População por Grupos Etários | Distribuição da População por Grupos Etários | Distribuição da População por Grupos Etários | Distribuição da População por Grupos Etários | Distribuição da População por Grupos Etários | Distribuição da População por Grupos Etários |
| -------------------------------------------- | -------------------------------------------- | -------------------------------------------- | -------------------------------------------- | -------------------------------------------- | -------------------------------------------- |
| Antes da agregação                           |                                              |                                              |                                              |                                              |                                              |
| Ano                                          | 0-14 anos                                    | 15-24 anos                                   | 25-64 anos                                   | >= 65 anos                                   | Total                                        |
| 2001                                         | 138                                          | 136                                          | 544                                          | 276                                          | 1094                                         |
| 2011                                         | 121                                          | 88                                           | 465                                          | 267                                          | 941                                          |
| Após a agregação                             |                                              |                                              |                                              |                                              |                                              |
| Ano                                          | 0-14 anos                                    | 15-24 anos                                   | 25-64 anos                                   | >= 65 anos                                   | Total                                        |
| 2021                                         | 62                                           | 91                                           | 366                                          | 300                                          | 819                                          |

## Galeria de imagens
Igrejas da freguesia
- Igreja de Caparrosinha
- Igreja de Souto Bom
- Igreja de Carvalhal da Mulher
- Igreja de Silvares
- Igreja de Paranho de Besteiros